# سیارک ۱۹۰۰۲۶
سیارک ۱۹۰۰۲۶ (به انگلیسی: 190026 Iskorosten، نامگذاری:2004QJ) صد و نود هزار و بیست و ششمین سیارک کشف شده‌است که در ۱۶ اوت ۲۰۰۴ کشف شد.